# 아르와드

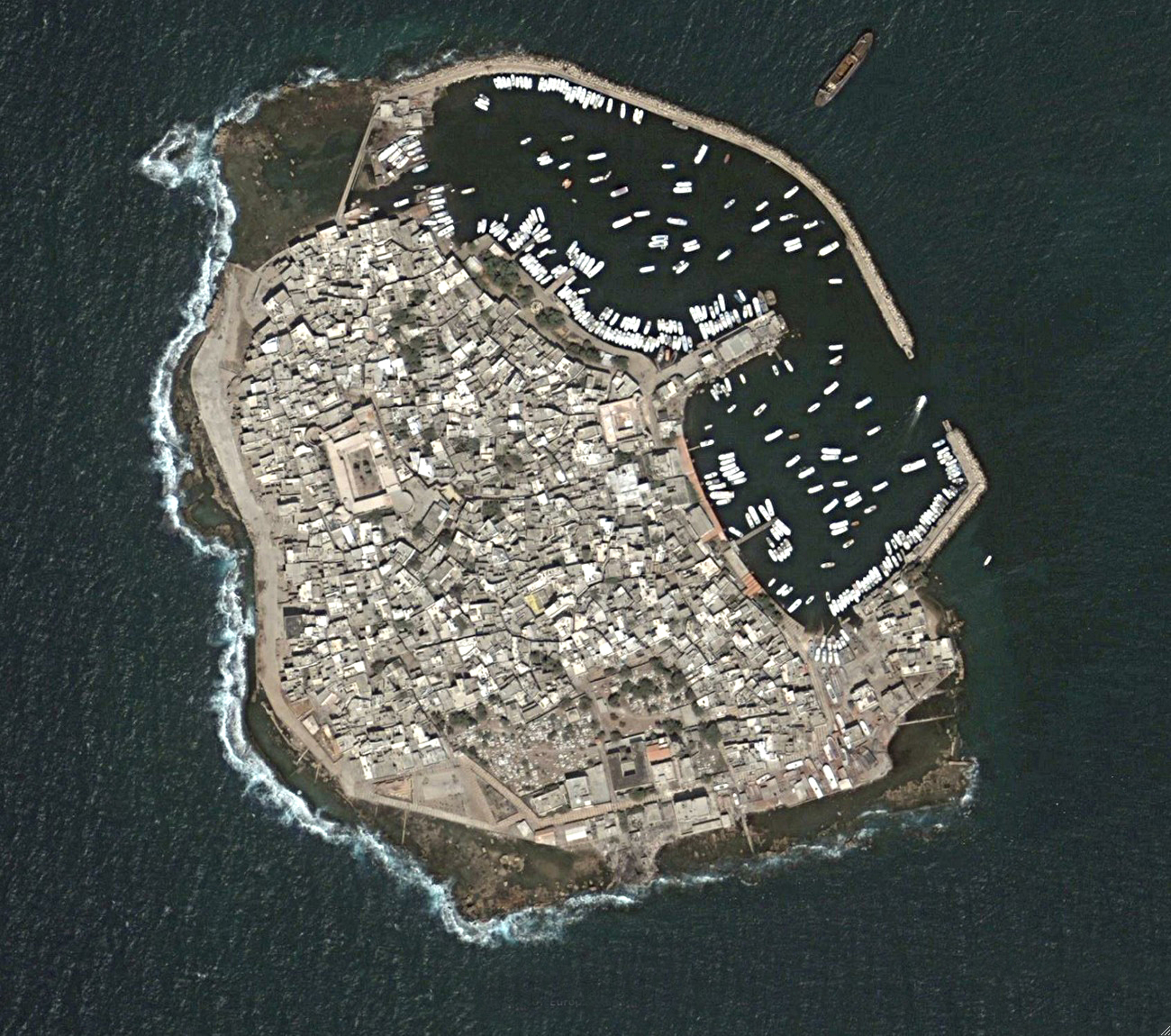

아르와드(Arwad, 페니키아어: 𐤀𐤓𐤅𐤃, 로마자 표기: ʾrwd; 아랍어: ارواد, 로마자 표기: ʾArwād) 또는 아르바드는 고전 아라두스(Aradus)로 시리아의 지중해에 있는 같은 이름의 섬에 있는 도시이다. 아르와드 지역(나히야)의 행정 중심지이며 유일한 지역이다. 시리아에서 사람이 거주하는 유일한 섬이다. 시리아에서 두 번째로 큰 항구인 타르투스(고대 토르토사)에서 3km(1.9마일) 떨어진 곳에 위치해 있다.
오늘날 아르와드는 주로 어촌이다. 시리아 중앙통계국에 따르면, 2004년 인구 조사에서 이 지역의 인구는 4,403명으로, 주로 시리아 수니파 무슬림이었다. 2016년 5월 섬을 관광 명소로 만들기 위한 개조 계획이 공개되었다.

## 같이 보기
- 아배다